# Nukleotidase
Nukleotidase (auch: Nukleotid-Phosphatase) heißen Enzyme, die die Hydrolyse einer Phosphatgruppe von (Desoxy-)Ribonukleosidmonophosphaten (also dAMP, AMP, GMP, TMP und so weiter) zum jeweiligen Nukleosid katalysieren. Sie kommen in allen Lebewesen vor. Die Reaktion ist Teil des Abbaus der Nukleotide.
 + H2O  {\displaystyle \longrightarrow }    + Pi
Beispielsweise wird AMP durch Nukleotidase zu Adenosin hydrolysiert.
Es gibt mehrere verschiedene Nukleotidasen, die sich durch den Reaktionsmechanismus unterscheiden. Die Hydrolyse von an 5'-Position gebundenen Phosphaten wird durch die 5'-Nukleotidase bewerkstelligt (EC 3.1.3.5), die die größte Substratbandbreite besitzen. Entsprechend erleichtert die 3'-Nukleotidase in Bakterien die Abspaltung einer 3'-Phosphatgruppe von 3'-AMP, -GMP, -UMP und -CMP sowie 3'-dAMP und -dGMP (EC 3.1.3.6); weiterhin katalysiert die Phosphoadenylat-3'-Nukleotidase die Abspaltung des 3'-Phosphats in PAP (EC 3.1.3.7).
Beim Menschen sind folgende Nukleotidasen bekannt:
| EC      | Gen-Name | UniProt | Substrate                                             | Besonderheiten                                                                                           |
| ------- | -------- | ------- | ----------------------------------------------------- | --- |
| 3.1.3.5 | NT5C1A   | Q9BXI3  | AMP, CMP, GMP, IMP, TMP, UMP, XMP (Desoxy- schwächer) | Skelettmuskeln                                                                                           |
| 3.1.3.5 | NT5C1B   | Q96P26  | AMP, CMP, GMP, IMP, TMP, UMP, XMP (Desoxy- schwächer) | Hoden, Plazenta, Pankreas                                                                                |
| 3.1.3.5 | NT5C2    | P49902  | AMP, GMP, IMP (schwach: CMP, TMP, UMP, XMP)           | |
| 3.1.3.5 | NT5C3A   | Q9H0P0  | CMP, TMP, UMP                                         | 4 Isoformen; Retikulozyten, Lymphozyten; Pathologie: erblicher P5N-Mangel, impliziert bei Bleivergiftung |
| 3.1.3.5 | NT5C3L   | Q969T7  | AMP, CMP, GMP, IMP, TMP, UMP, XMP (Desoxy- schwächer) | |
| 3.1.3.5 | NT5E     | P21589  | AMP, CMP, GMP, IMP, TMP, UMP, XMP                     | CD73, Pathologie: erbliche Gelenk- und Arterienverkalkung (CALJA)                                        |
| 3.1.3.5 | ACPP     | P15309  | AMP (nur Isoform 2)                                   | Drüsen- und Epithelzellen; Isoform 2 multifunktionell                                                    |
| 3.1.3.7 | BPNT1    | O95861  | PAPS, PAP                                             | Nieren, Leber, Pankreas, Herz                                                                            |
| 3.1.3.7 | IMPAD1   | Q9NX62  | PAP, InsP                                             | Pathologie: gPAPP-Mangel (Chondrodysplasie mit Gelenkkontrakturen, gPAPP-Typ)                            |